# Bulldogs de Canton

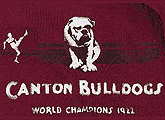
Image liée à l'article Canton Bulldogs qui était une franchise de la (National Football League) fondée en 1905.

Canton Bulldogs était une franchise de la NFL (National Football League) basée à Canton dans l'Ohio.
Cette franchise NFL aujourd'hui disparue fut fondée en 1905. Les Bulldogs sont champions de la NFL en 1922 et 1923 avec Jim Thorpe comme joueur vedette. En 1924, la franchise déménage à Cleveland, mais la NFL considère aujourd'hui que « Canton Bulldogs » et « Cleveland Bulldogs » sont deux franchises différentes. 
En 1925, Canton retrouve une équipe, nommée également Bulldogs. La NFL considère aujourd'hui que cette deuxième mouture des Canton Bulldogs est la suite de la première. Cette franchise cesse ses activités en 1927.